# Seiscentos e quarenta e três
Seiscentos e quarenta e três (643) é o número que vem após 642 e que antecede o 644.

## Propriedades matemáticas
- Ele é formado por 6 centenas, 4 dezenas e 3 unidades.
- É um número primo, depois do 631 e antes do 647.
- O numeral romano é DCXLIII.